# Karl Holm (Schriftsteller)

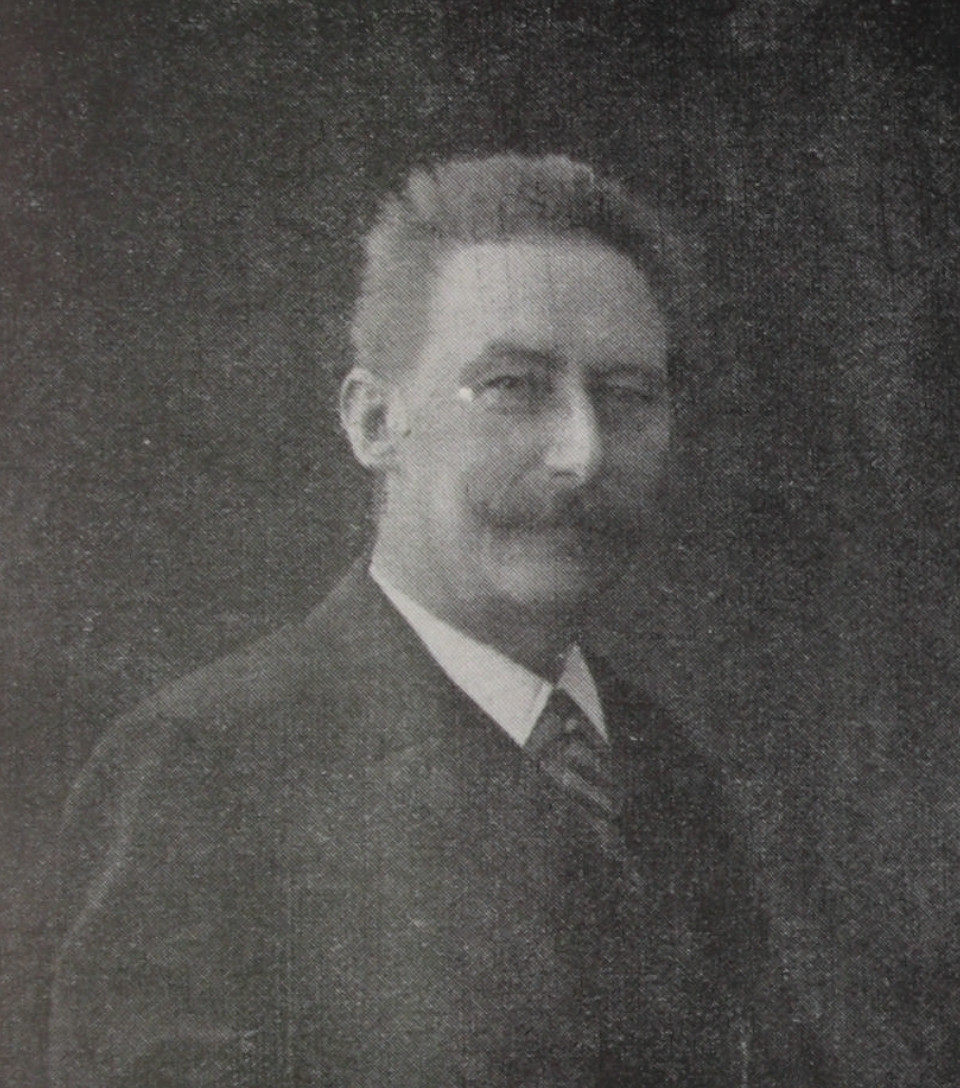
Karl Holm, um 1916

Karl Christian Andreas Holm (* 4. Dezember 1856 in Altona; † 2. Februar 1938) war ein deutscher Schriftsteller. 

## Leben
Holms Vater war Kunstmaler. Er selbst studierte Medizin und arbeitete ab 1880 als Arzt in Hamburg. Seine Werke sind teilweise in niederdeutscher Sprache verfasst.

## Werke
- Aus schwerer Zeit: eine Erzählung aus dem Cholerajahre nach Tagebuchblättern eines Hamburger Arztes. Persiehl, Hamburg 1896.
- Daheim und draußen: Novellen und Skizzen. Schröder & Jeve, Hamburg 1901.
- „Unter dem Halbmond“. Schauspiel. Conström, Hamburg 1903.
- Korrekt: Schauspiel in 3 Aufzügen. Conström, Hamburg 1905.
- Im scheeben Stebel und andere Hamburgische Geschichten. Glogau, Hamburg 1909.
- Stapellauf: hamburgischer Roman. Glogau, Hamburg 1913.
- Rungholt: Roman. Hermes, Hamburg 1915 (Niederdeutsche Bücherei; 21).
- Die Papagoyentwiete: Roman. Engelhorn, Stuttgart 1920 (Engelhorns Romanbibliothek; R. 35; 16). [Namensschreibweise: Carl Holm]